# Ново-Троицкое (Торопецкий район)
Но́во-Тро́ицкое — деревня в Торопецком районе Тверской области. Административный центр Василёвского сельского поселения.

## География
Деревня расположена в 7,5 км к северо-востоку от районного центра Торопец. Северная часть Ново-Троицкого примыкает к озеру Яссы.

## Этимология
Первая часть названия деревни, «Ново» указывает на то, что селение возникло как перенесённое или выделившееся из прежнего. Вторая часть «Троицкое» по церкви в честь праздника Святой, так как в деревне ранее находилась Троицкая церковь.

## Климат
Деревня, как и весь район, относится к умеренному поясу северного полушария и находится в области переходного климата от океанического к материковому. Лето с температурным режимом +15…+20 °С (днём +20…+25 °С), зима умеренно-морозная −10…−15 °С; при вторжении арктических воздушных масс до −30…-40 °С.
Среднегодовая скорость ветра 3,5—4,2 метра в секунду.

## Улицы
Уличная сеть деревни представлена двумя улицами:
- Озёрная улица
- Сосновая улица

## История
На карте Федора Шуберта — село Ново-Троицкое.
В селе была построена каменная Троицкая церковь, освящена в 1725. В настоящее время церковь не сохранилась.
На карте РККА 1923—1941 годов обозначена деревня Ново-Троицкое. имела 10 дворов.

## Инфраструктура
В Ново-Троицком находятся:
- Администрация Василёвского сельского поселения[8]
- Начальная школа[9]
- Магазины
- Сельский Дом Культуры[10][11]
- Почта[12]
- Библиотека — открыта в 1966 году в Василёве, в деревню Ново-Троицкое переведена 5 октября 2004 года[13].

## Население
| 2010 |
| ---- |
| 351  |

В 2002 году население деревни составляло 448 человек.
Согласно результатам переписи 2002 года, в национальной структуре населения русские составляли 93 % от жителей.

## Галерея
- Двухэтажный жилой дом, где располагаются администрация и почта.
- Улица Озёрная
- Берег озера Яссы
- Начальная сельская школа